# Decij
Gaj Mesij Kvint Trajan Decij (latinsko Gaivs Messivs Qvintus Traianvs Decivs), včasih krajše Trajan Decij, je bil od leta 249 do 251 cesar Rimskega cesarstva, * okoli 201, Budalia, Gornja Mezija, Rimsko cesarstvo,  † junij 251, Abrit, Spodnja Mezija, Rimsko cesarstvo. 
Decija so kot uglednega politika v času vladavine Filipa Arabca za cesarja proglasili njegovi vojaki po zadušitvi upora v Meziji. Leta 249 je pri Veroni porazil Filipa Arabca in ga ubil, potem pa ga je senat priznal za zakonitega cesarja. Decij je med svojim vladanjem poskušal okrepiti rimsko državo in njeno vero, kar je privedlo do preganjanja in usmrtitev številnih  uglednih kristjanov, vključno s papežem Fabijanom leta 250. V zadnjem letu vladanja je vladal skupaj s sinom Herenijem Etruskom, dokler niso leta 251 v bitki pri Abritu oba ubili Goti. 

## Zgodnje življenje in vzpon na oblast
Decij je bil rojen v Budalii pri Sremski Mitrovici v Spodnji Panoniji (zdaj Martinci, Srbija).  Bil je eden od prvih rimskih  cesarjev, rojenih v obdonavskih provincah. V nasprotju z njegovimi neposrednimi predhodniki, kot sta bila Filip Arabec in Maksimin Tračan, ki pred prihodom na oblast niso imeli velikih administrativnih izkušenj, je bil Decij izkušen senator,  leta 232 konzul, kmalu zatem guverner Mezije in Spodnje Germanije, od leta 235 do 238 guverner Tarakonske Hispanije in v prvih letih vladavine Filipa Arabca mestni prefekt Rima.
Okoli leta 245 mu je Filip zaupal pomembno mesto komandanta na Donavi. Na koncu leta 248 ali 289 je dobil nalogo, da zatre Pakatianov upor v Meziji in Panoniji. Nekaj sodobnih zgodovinarjev vidi v uporu odraz nastajajočega balkanskega separatizma. Po zadušitvi upora je Decija njegova vojska razglasila za cesarja. Filip se je z vojsko odpravil proti njemu, vendar je bil v bitki pri Veroni septembra 249 ubit. Senat je priznal Decija za cesarja in mu pripisal ime Trajan kot  namig na cesarja Trajana. Po pisanju bizantinskega zgodovinarja Zosima je bil Decij "odet v škrlat in prisiljen sprejeti [bremena] vladanja, čeprav je bil nepripravljen in zadržan".

## Politika
Decijev politični program je bil osredotočen na obnovo vojaške moči države proti zunanjim sovražnikom kot  tudi obnovo pobožnosti prebivalstva s programom prenove državne religije.

### Oživitev cenzorstva
Decij si je ali zaradi popuščanja senatu ali zaradi misli na izboljšanje javne morale prizadeval oživiti urad in avtoriteto cenzorja. Izbiro cenzorja je prepusil senatu, ki je soglasno izbral (bodočega cesarja) Valerijana. Valerijan se je dobro zavedal nevarnosti in težav, ki bi jih imel na tem položaju, zato je službo zavrnil. Neuspešen poskus oživitve cenzorstva sta prekinila invazija Gotov in Decijeva smrt.

### Decijeve terme
V Rimu je zgradil več javnih  stavb, vključno z Decijevimi termami na Aventinu. Terme so bile zgrajene leta 252 in preživele do 16. stoletja. Obnovil je Kolosej, ki so ga poškodovali udari strele.

## Preganjanje kristjanov
Januarja 250 je izdal enega od najbolj razvpitih cesarskih odlokov. Iz številnih ohranjenih besedil iz Egipta, v katerih je opisano žrtvovanje, je razvidno, da je bil odlok dokaj jasen:
Vsi prebivalci cesarstva so morali do določenega dne (datum se je spreminjal od kraja do kraja) pred magistrati njihove skupnosti žrtvovati "za varnost cesarstva". Po žrtvovanju  so dobili potrdilo (libellus), da so ukaz izpolnili. Potrdilo je dokazovalo državljanovo zvestobo bogovom njihovih prednikov in da so zaužili žrtveno hrano in pijačo. Potrdilo je vsebovalo tudi imena uradnikov, ki so nadzirali žrtvovanje.
V tistem času je drugič izbruhnila antoninska kuga (črne koze ali ošpice), ki je dosegla vrh v letih 251 do 266. V Rimu naj bi vsak dan umrlo 5.000 ljudi. Ta izbruh je znan tudi kot ciprijanska kuga (Ciprijan je bil škof v Kartagini). Škofov biograf Poncij v svojem eseju De mortalitate živo opisuje demoralizacijo, ki jo je povzročila pandemija. V Kartagini je  "Decijevo preganjanje kristjanov" sovpadlo z začetkom kuge in kristjani so postali glavni krivci ze njen izbruh. 
Decijevi odloki so bili ponovno uvedeni pod Valerijanom leta 253 in razveljavljeni pod njegovim sinom Galienom v letih 260–261.

## Vojna z Goti in smrt

### Prihod Gotov na Balkan
Medtem ko se je cesarstvo v Decijevem času soočalo z resno gospodarsko krizo, so postajali vpadi barbarov v cesarstvo vedno bolj drzni in pogosti. Decij je v svoji kratki vladavini sodeloval v pomembnih operacijah proti Gotom, ki so prečkali Donavo in vdrli v Mezijo in Trakijo. Goti so se takrat prvič pojavili v zgodovinskih zapisih in kasneje igrati pomembno vlogo v zgodovini Rimskega cesarstva. Goti pod kraljem Knivo so cesarja presenetili z obleganjem Nikopola na Donavi. Goti so zatem pred Rimljani bežali po tažavnem ozemlju Stare gore in nato pri Beroji (sedanja Stara Zagora, Bolgarija) napadli in izropali rimski tabor  in razpršili rimsko vojsko. Goti so zatem napadli Filipopolis (sedanji Plovdiv, Bolgarija) in ga osvojili.  Guverner Trakije Tit Julij Prisk se je razglasil za rimskega cesarja pod gotsko zaščito, vendar je bil kmalu zatem ubit. Goti so se začeli vračati v svojo domovino, otovorjeni z bogatim plenom in ujetniki, med katerimi so bili tudi patriciji senatorskega ranga.

### Bitka pri Abritu
Medtem je Decij reorganiziral svojo vojsko in v spremstvu sina Herenija Etruska in generala Trebonijana Gala nameraval premagati napadalce in jim odvzeti plen. Sledila je bitka pri Abritu v drugem tednu junija 251, v kateri so se Goti pot Knivovim poveljstvom hrabro borili. Jordanes piše, da je Herenija Etruska ža na začetku ubila puščica. Decijevo vojsko so Goti  na močvirnem terenu popolnoma uničili, Decija pa ubili. godovinar Avrelij Viktor o tem piše:
Oba Decija (Decij in njegov sin) sta med zasledovanjem barbarov na begu čez Donavo po komaj dveh letih vladanja zaradi izdaje umrla. Zelo veliko poročil pravi, da je sin padel v bitki, v kateri je preveč hrabro napadel. Oče je po njegovi smrti vztrajno ponavljal, da izguba enega vojaka ni pomembna in pogumno je nadaljeval bitko in na podoben način tudi sam padel.
Knjižni viri trdijo, da je Decija izdal njegov naslednik Trebonijan Gal, ki se je tajno povezal z Goti. Opis je verjetno kasnejša izmišljotina, ker je Gal za svojega socesarja imenoval Decijevega mlajšega sina Gaja Valensa Hostilijana, ki je bil premlad, da bi vladal kot samostojen vladar. Malo verjetno je tudi to, da bi Gala kot izdajalca za cesarja proglasile razbite rimske legije, ki so v bitkah izgubile veliko mož. Decij je bil prvi rimski cesar, ki je padel v bitki proti tujemu sovražniku.

## Decij v ljudski kulturi
V perzijski kulturi je izraz  "v Decijevih časih" (perzijsko عهد دقیانوس, ahd-e daqyānus) enakovreden izrazu "v starih časih". Za stare in zastarele stvari ljudje rečejo "to spada v Decijeve čase".